# Luc Genot
Pour les articles homonymes, voir Genot.
Luc Genot est un peintre hutois, né en 1943 et mort en 1995.